# Гойя (премия, 1989)
III церемония вручения премии «Гойя» (исп. III edición de los Premios Goya) — состоялась 22 марта 1989 года в мадридском Дворце конгрессов. Ведущие — Вероника Форке и Антонио Ресинес.

## Номинации

### Главные премии
| Лучший фильм | Лучший режиссёр |
| --- | --- |
| - Женщины на грани нервного срыва / Mujeres al borde de un ataque de nervios - Грести по ветру / Remando al viento - Тоннель / El túnel - Подожди меня на небе / Espérame en el cielo - Зимний дневник / Diario de invierno | - Гонсало Суарес — Грести по ветру / Remando al viento - Педро Альмодовар — Женщины на грани нервного срыва / Mujeres al borde de un ataque de nervios - Рикардо Франко — Берлинский блюз / Berlín Blues - Антонио Мерсеро — Подожди меня на небе / Espérame en el cielo - Франсиско Регейро — Зимний дневник / Diario de invierno |
| Лучший актёр | Лучшая актриса |
| - Фернандо Рей — Зимний дневник / Diario de invierno - Иманоль Ариас — Луте 2: Завтра я буду свободным / El Lute II: mañana seré libre - Антонио Феррандис — Харрапельехос / Jarrapellejos - Альфредо Ланда — Синатра / Sinatra - Хосе Сориано — Подожди меня на небе / Espérame en el cielo                                                                  | - Кармен Маура — Женщины на грани нервного срыва / Mujeres al borde de un ataque de nervios - Виктория Абриль — Батон-Руж / Bâton Rouge - Ана Белен — Мисс Карибы / Miss Caribe - Мария Фернанда д’Окон — Меловая дорога / Caminos de tiza - Анхела Молина — Свет и тени / Luces y sombras |
| Лучший актёр второго плана | Лучшая актриса второго плана |
| - Хосе Сасаторниль — Подожди меня на небе / Espérame en el cielo - Анхель де Андрес Лопес — Батон-Руж / Bâton Rouge - Хосе Луис Гомес — Грести по ветру / Remando al viento - Гильермо Монтесинос — Женщины на грани нервного срыва / Mujeres al borde de un ataque de nervios - Хорхе Санс — Луте 2: Завтра я буду свободным / El Lute II: mañana seré libre | - Мария Барранко — Женщины на грани нервного срыва / Mujeres al borde de un ataque de nervios - Лаура Сепеда — Батон-Руж / Bâton Rouge - Чус Лампреаве — Подожди меня на небе / Espérame en el cielo - Тереле Павес — Зимний дневник / Diario de invierno - Хулиета Серрано — Женщины на грани нервного срыва / Mujeres al borde de un ataque de nervios                                                                                       |
| Лучший оригинальный сценарий | Лучший адаптированный сценарий |
| - Женщины на грани нервного срыва / Mujeres al borde de un ataque de nervios — Педро Альмодовар - Батон-Руж / Bâton Rouge — Агустин Диас Янес и Рафаэль Молеон - Подожди меня на небе / Espérame en el cielo — Роман Губерн, Антонио Мерсеро и Орасио Валькарель                                                                                              | - Харрапельехос / Jarrapellejos — Антонио Хименес-Рико и Мануэль Гутьеррес Арагон - Луте 2: Завтра я буду свободным / El Lute II: mañana seré libre — Висенте Аранда, Хоаким Хорда и Элеутерио Санчес - Удовольствие убивать / El placer de matar — Феликс Ротаэта - Аромат преступления / El aire de un crimen — Хорхе дель Аламо, Габриэль Кастро и Антонио Исаси-Исасменди - Тоннель / El túnel — Карлос Корнео, Антонио Дрове и Хосе Маиэу |

### Другие номинации
| Лучшая операторская работа | Лучший монтаж |
| --- | --- |
| - Грести по ветру / Remando al viento — Карлос Суарес - Берлинский блюз / Berlín Blues — Теодоро Ескамилья - Эльдорадо / El Dorado — Теодоро Ескамилья - Несчастье / Malaventura — Хосе Луис Алькайне - Женщины на грани нервного срыва / Mujeres al borde de un ataque de nervios — Хосе Луис Алькайне                                                  | - Женщины на грани нервного срыва / Mujeres al borde de un ataque de nervios — Хосе Сальседо - Батон-Руж / Bâton Rouge — Хосе Сальседо - Берлинский блюз / Berlín Blues — Тереса Фонт - Эльдорадо / El Dorado — Педро дель Рей - Грести по ветру / Remando al viento — Хосе Сальседо |
| Лучшая работа художника | Лучший продюсер |
| - Грести по ветру / Remando al viento — Вольфганг Бурман - Берлинский блюз / Berlín Blues — Херардо Вера - Харрапельехос / Jarrapellejos — Рафаэль Пальмеро - Женщины на грани нервного срыва / Mujeres al borde de un ataque de nervios — Феликс Мурсия                                                                                                 | - Грести по ветру / Remando al viento — Хосе Хакосте - Берлинский блюз / Berlín Blues — Эмилиано Отеги - Эльдорадо / El Dorado — Виктор Альбарран - Пасодобль / Pasodoble — Марисоль Карнисеро - Женщины на грани нервного срыва / Mujeres al borde de un ataque de nervios — Эстер Гарсия Родригес |
| Лучший звук | Лучшие спецэффекты |
| - Берлинский блюз / Berlín Blues — Карлос Фаруоло и Энрике Молинеро - Эльдорадо / El Dorado — Хильес Ортион - Пасодобль / Pasodoble — Даниэль Гольдстейн и Рикардо Стейнберг - Грести по ветру / Remando al viento — Даниэль Гольдстейн и Рикардо Стейнберг - Женщины на грани нервного срыва / Mujeres al borde de un ataque de nervios — Хильес Ортион | - Слизни / Slugs, muerte viscosa — Басилио Кортихо, Гонсало Гонсало и Карло де Маркис - Эльдорадо / El Dorado — Рейес Абадес - Луте 2: Завтра я буду свободным / El Lute II: mañana seré libre — Альберто Номбела Нуньес - Грести по ветру / Remando al viento — Рейес Абадес - Женщины на грани нервного срыва / Mujeres al borde de un ataque de nervios — Рейес Абадес                                                                           |
| Лучшие костюмы | Лучший грим |
| - Грести по ветру / Remando al viento — Ивонне Блаке - Берлинский блюз / Berlín Blues — Херардо Вера - Эльдорадо / El Dorado — Херардо Вера - Харрапельехос / Jarrapellejos — Хавьер Артиньяно - Женщины на грани нервного срыва / Mujeres al borde de un ataque de nervios — Хосе Мария Коссио                                                          | - Грести по ветру / Remando al viento — Романа Гонсалес и Хосефа Моралес - Эльдорадо / El Dorado — Пепита Нуньес и Хосе Антонио Санчес - Луте 2: Завтра я буду свободным / El Lute II: mañana seré libre — Агустин Сабиэдес и Хуан Педро Эрнандес - Подожди меня на небе / Espérame en el cielo — Анхель Луис де Диего и Алисия Регейро - Женщины на грани нервного срыва / Mujeres al borde de un ataque de nervios — Хесус Монкуси и Грегорио Рос |
| Лучшая музыка | |
| - Пасодобль / Pasodoble — Кармело Бернаола - Эльдорадо / El Dorado — Алехандро Массо - Грести по ветру / Remando al viento — Алехандро Массо - Женщины на грани нервного срыва / Mujeres al borde de un ataque de nervios — Бернардо Бонецци | |

## Премия «Гойя» за заслуги
- Империо Архентина